# 姆斯季斯拉夫·罗斯特罗波维奇
姆斯蒂斯拉夫·列奥波尔多维奇·罗斯特罗波维奇（俄语：Мстисла́в Леопо́льдович Ростропо́вич，羅馬化：Mstisláv Leopól'dovich Rostropóvich，1927年3月27日—2007年4月27日），俄罗斯大提琴演奏家、指挥家。他被许多人认为是20世纪最伟大的大提琴家。除了他的诠释和技术，他还以激励和委托新作品闻名，他比其他任何大提琴家都扩宽了大提琴的曲目。他激励并首演了超过100首曲子，与许多作曲家建立了长久的友谊和艺术伙伴关系，包括德米特里·肖斯塔科维奇，谢尔盖·普罗科菲耶夫，亨利·杜替耶，维托尔德·卢托斯瓦夫斯基，奥利维埃·梅西安，卢恰诺·贝里奥，潘德列茨基，阿尔弗雷德·施尼特凯，诺伯特·莫雷特，安德烈亚斯·马克里斯，伦纳德·伯恩斯坦，阿拉姆·哈恰圖良和本杰明·布里顿等。
罗斯特罗波维奇是一个国际公认的坚定的人权倡导者，并于1974年获得国际人权联盟奖。

## 生平

### 早年

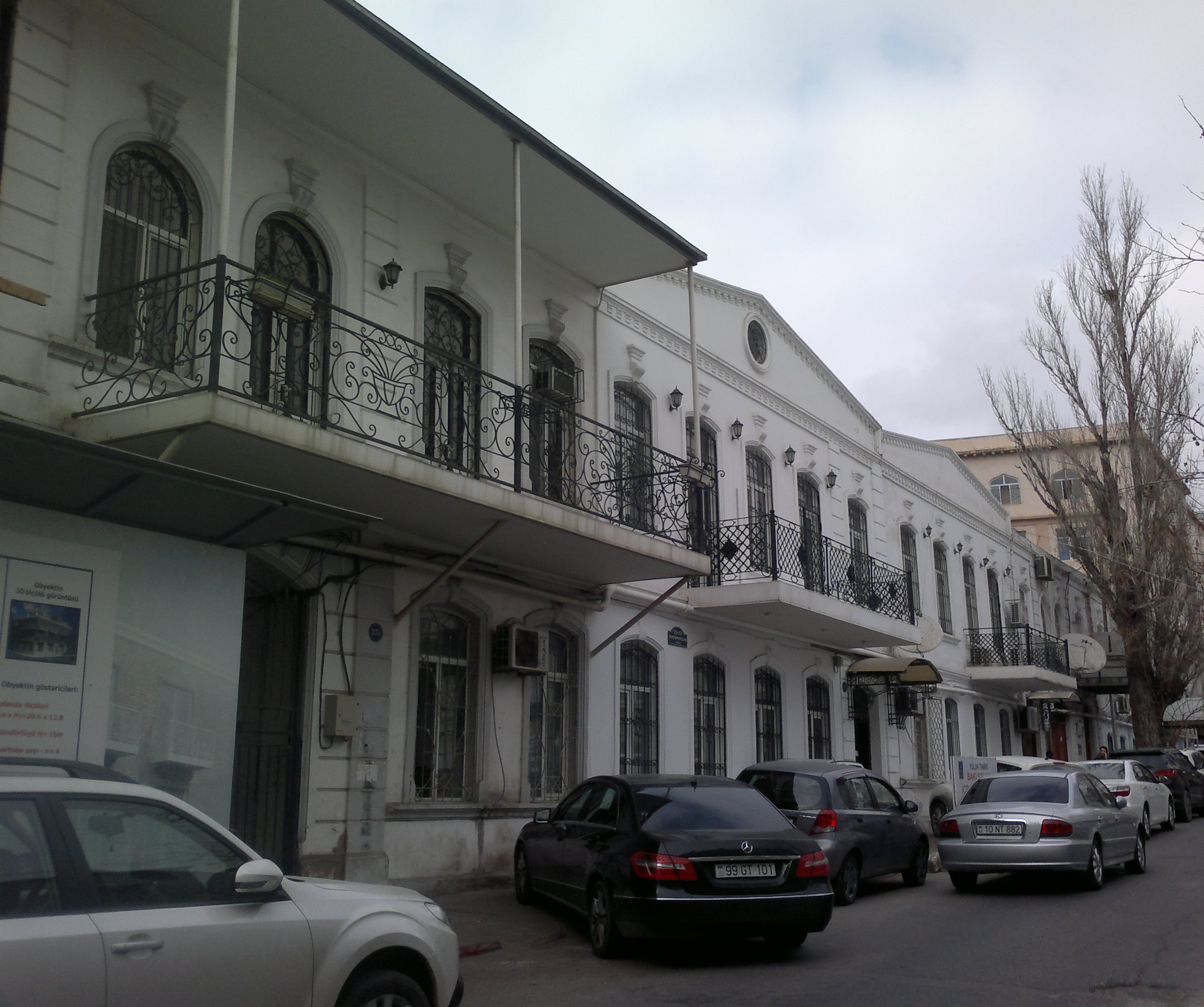
巴庫的房子，罗斯特罗波维奇出生的地方，现为故居博物馆

姆斯季斯拉夫·罗斯特罗波维奇生于阿塞拜疆巴庫，他的父母从奥伦堡搬来，父亲利奥波德·维托多维奇·罗斯特罗波维奇是一位著名大提琴家，以前是帕乌·卡萨尔斯的学生，母亲索菲亚·尼古拉耶夫娜·费多托娃-罗斯特罗波维奇是一位有才华的钢琴家。
罗斯特罗波维奇在巴库长大并在那里度过了他的青年时代。二次大战时他的家人搬回到奥伦堡，后于1943年搬到莫斯科。他4岁跟随母亲学习钢琴，10岁随父亲开始学习大提琴。
1940年，他作为大提琴手与交响乐团在斯拉维扬斯克举行首次演出。
1943年，16岁的他进入莫斯科音樂學院，在那里他跟随他的叔叔谢苗·科佐卢波夫（Semyon Kozolupov）学习大提琴，跟随维萨里翁·舍巴林和普罗科菲耶夫学习作曲。他的老师还包括肖斯塔科维奇。1948年从音乐学院毕业，1956年任母校的大提琴教授。

### 音乐生涯
1945年，他以大提琴家的身份赢得了苏联青年音乐家大赛金牌，一夜成名。他于 1947、1949和1950年在布拉格和布达佩斯的国际音乐节上获得一等奖。1950年，23岁的他获得了当时被认为是苏联最高荣誉的奖项——斯大林奖。

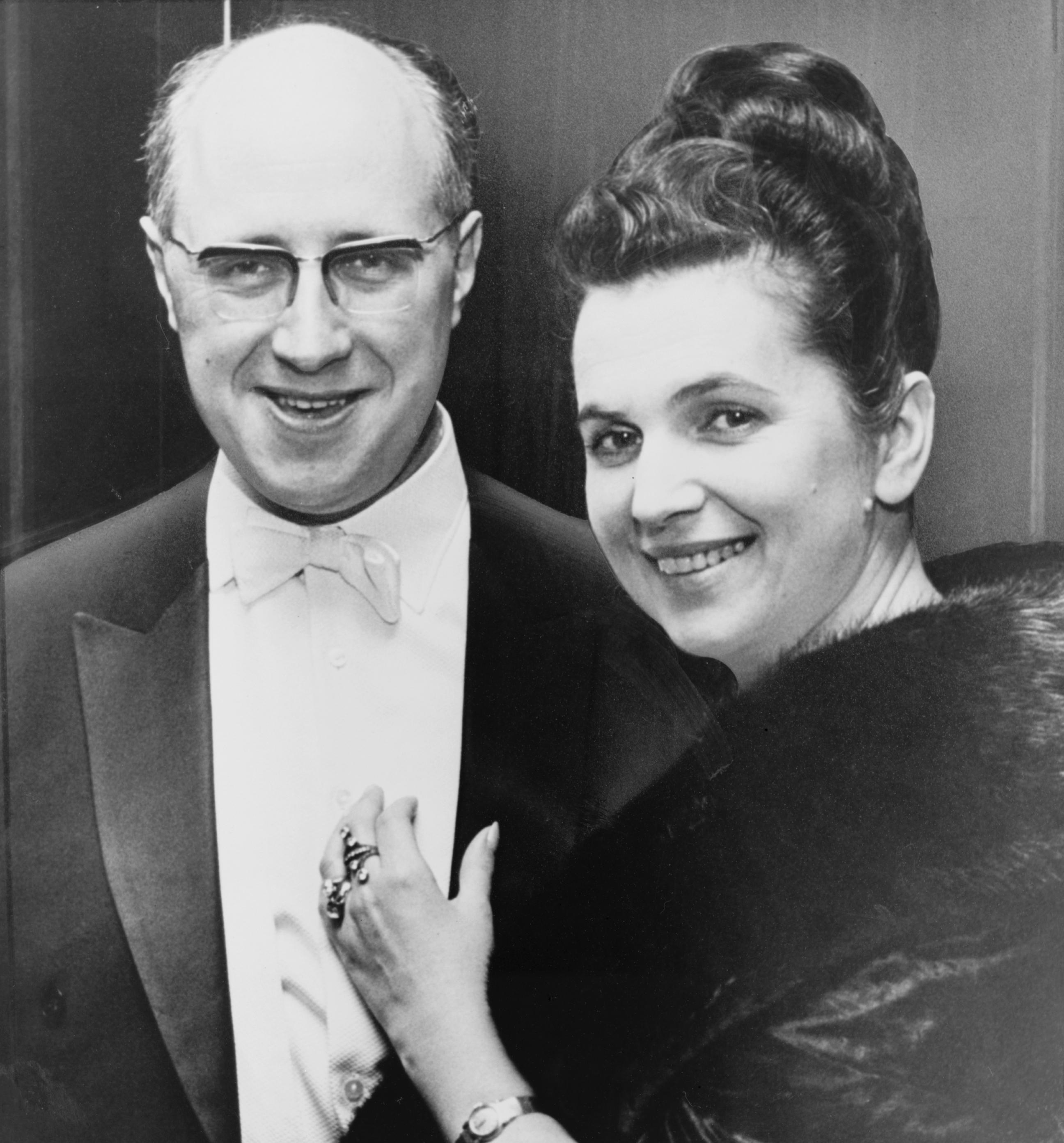
罗斯特罗波维奇与加林娜·维什涅夫斯卡娅，1965年

1955年，他娶了莫斯科大剧院的领唱女高音卡麗娜·維許涅芙絲卡雅。
罗斯特罗波维奇与同时代的苏联作曲家有工作关系。1949年，普罗科菲耶夫为22岁的罗斯特罗波维奇写了C大调大提琴奏鸣曲（作品119），他在1950年与里赫特进行了首演。普罗科菲耶夫还把他在1952年首演的交响曲协奏曲题献给他。罗斯特罗波维奇和德米特里·卡巴列夫斯基在普罗科菲耶夫去世后完成了他的大提琴协奏曲。肖斯塔科维奇为他写了他的第一、第二大提琴协奏曲，罗斯特罗波维奇也进行了首演。
1961年，他不顾苏联当局的反对，到西方跟指挥家卡拉扬合作录制柴可夫斯基《洛可可主題變奏曲》和德沃夏克《大提琴协奏曲》。
他的国际职业生涯始于1963年（在列日音乐学院，与基里尔·康德拉辛合作）和1964年（在西德）。

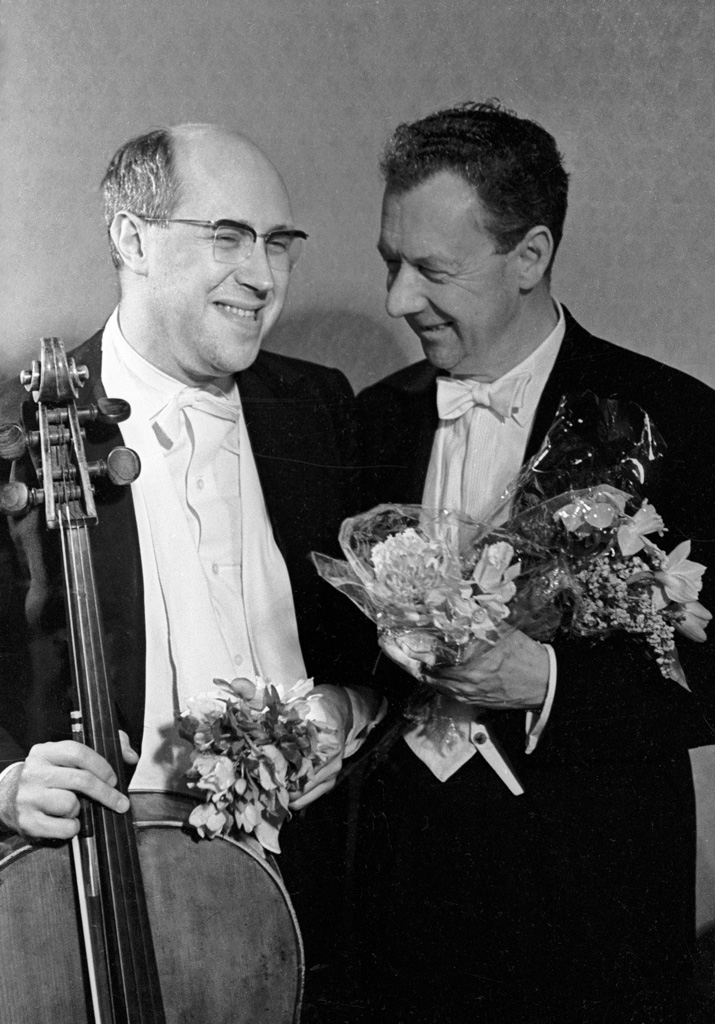
罗斯特罗波维奇与本杰明·布里顿，1964年

罗斯特罗波维奇在西欧进行了几次巡回演出，并会见了几位作曲家，包括本杰明·布里顿，他将他的大提琴奏鸣曲、三首独奏组曲和他的大提琴交响曲献给了罗斯特罗波维奇。
罗斯特罗波维奇也与亨利·杜替耶，维托尔德·卢托斯瓦夫斯基，克里斯托弗·潘德列茨基，卢恰诺·贝里奥及奥利维埃·梅西安有长期的音乐合作关系。
罗斯特罗波维奇曾私下向里奥·金茨堡学习指挥，并在1962年11月进行了首次公开指挥，演奏了《姆岑斯克郡的麦克白夫人》中的四个间奏曲，穆索尔斯基的死之歌舞（肖斯塔科维奇改编），由维什涅夫斯卡娅演唱。1967年，在莫斯科大剧院指挥米哈伊尔·丘拉基的邀请下，他到大剧院指挥了柴可夫斯基的歌剧《叶甫盖尼·奥涅金》。
罗斯特罗波维奇于1968年8月21日晚上在逍遥音乐会上演出。他与苏联国家交响乐团合作演出——这是该乐团在逍遥音乐会上的首次演出。这次演出以捷克作曲家安东宁·德沃夏克的B小调大提琴协奏曲为特色。

### 流亡
罗斯特罗波维奇为艺术无国界、言论自由和民主价值观而战，结果遭到苏联政权的骚扰。一个早期的例子是在1948年，当时他还是莫斯科音乐学院的学生。为响应1948年2月10日颁布的关于所谓的“形式主义”作曲家的法令，他的老师肖斯塔科维奇被解除了在列宁格勒和莫斯科的教授职位；21岁的罗斯特罗波维奇退出了音乐学院，以示抗议。罗斯特罗波维奇还向西方走私了肖斯塔科维奇的第十三交响曲的手稿，强调了苏联对巴比亚尔大屠杀的漠不关心。
1970年，罗斯特罗波维奇在自己家中庇护亚历山大·索尔仁尼琴，否则他将无处可去。他与索尔仁尼琴的友谊以及他对持不同政见者的支持导致了1970年代初期的官方对他的失宠。结果，罗斯特罗波维奇和他的妻子被限制在国外巡回演出，他在莫斯科的演出也被限制了，而他在列宁格勒和基辅等主要城市的演出也越来越少。自1972年起，他被限制离开苏联。
1974年，罗斯特罗波维奇携妻儿离开苏联，定居美国。1977年，苏联领导人指示東方集團的音乐家集體抵制他组织的国际比赛。1978年，罗斯特罗波维奇因公开反对苏联限制文化自由而被剥夺苏联公民身份。他直到1990年才回到苏联。

### 进一步的事业
1988年12月17日，因亚美尼亚地震救援计划而推迟前往印度的行程后，罗斯特罗波维奇在伦敦的巴比肯音乐厅举办了一场特别音乐会。该活动是名为“亚美尼亚音乐家”活动的一部分，预计筹集超过450,000美元的全球捐款，其中包括音乐家的礼物、音乐会收益以及电影和唱片版权。音乐厅的2026个座位被卖完，查尔斯王子和威尔士王妃也参加了这场音乐会。
1989年2月7日，亚美尼亚救济会和志愿者技术援助组织（VTA）为亚美尼亚地震的受害者组织了一场大提琴音乐会。罗斯特罗波维奇对他最喜欢和最好的大提琴保留曲目的演绎，造就了这场优秀的音乐会，曲目包括德沃夏克的B小调大提琴协奏曲，海顿的两首大提琴协奏曲，普罗科菲耶夫的交响曲协奏曲，肖斯塔科维奇等人的两首大提琴协奏曲。罗斯特罗波维奇参加的这场音乐会提高了人们的认识，并帮助数百名地震灾民吃上了饭。此超过2300人出席的音乐会在肯尼迪中心举行。

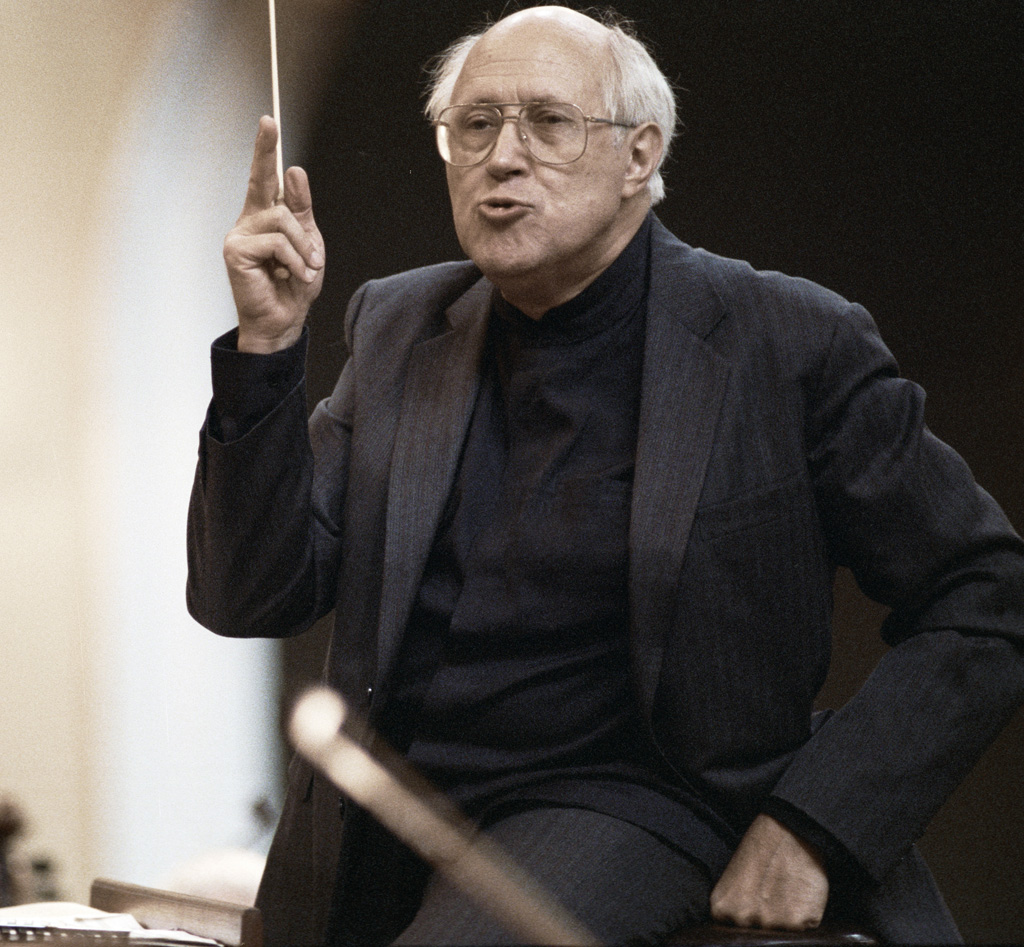
罗斯特罗波维奇指挥国家交响乐团，1993年

1977－1994年，他在美国华盛顿的国家交响乐团担任音乐总监和指挥，同时还与一些最著名的音乐家合作，如瑪塔·阿格麗希、斯维亚托斯拉夫·里赫特和弗拉基米尔·霍洛维茨。他还是柏林爱乐乐团，波士顿交响乐团，伦敦交响乐团和伦敦爱乐乐团的常客。他创办了姆斯季斯拉夫·罗斯特罗波维奇巴库国际音乐节，还是是英国奥尔德堡音乐节的常客。
1991年，他与妻子创立了罗斯特罗波维奇-维什涅夫斯卡娅基金会，这是一个公共支持的非营利501(c)(3)组织，总部位于华盛顿特区，旨在改善前苏联儿童的健康和未来。2002年4月，罗斯特罗波维奇故居博物馆在巴库开业。罗斯特罗波维奇夫妇偶尔会访问阿塞拜疆。他还在阿塞拜疆国立音乐学院举办了大提琴大师班。他们一起形成了宝贵的艺术收藏。2007年9月，当它原定于伦敦苏富比拍卖行拍卖时，俄罗斯亿万富翁阿利舍尔·乌斯曼诺夫前去谈判购买了所有450件作品，以便将收藏品放在一起，并带到俄罗斯，作为对这位伟大大提琴家的纪念。佳士得报告称，买家支付的金额“远高于”2,000万英镑的预售估价。
2006年，亚历山大·索科罗夫的纪录片《一生的挽歌：罗斯特罗波维奇，维什涅夫斯卡娅（Elegy of a life: Rostropovich, Vishnevskaya）》讲述了罗斯特罗波维奇。

### 晚年
罗斯特罗波维奇的健康状况在2006年下降，《芝加哥論壇報》报道了在日内瓦进行了未指明的手术的谣言以及后来对溃疡恶化进行的治疗。俄罗斯总统弗拉基米尔·普京访问了罗斯特罗波维奇，讨论了计划在2007年3月27日克里姆林宫举行的80岁生日庆祝活动细节。罗斯特罗波维奇参加了庆祝活动，但据报道身体虚弱。
罗斯特罗波维奇于2007年1月底住住进了巴黎的一家医院，但随后决定飞往莫斯科，他一直在接受治疗。2007年2月6日，罗斯特罗波维奇住进了莫斯科的一家医院。“他只是感觉不舒服”，罗斯特罗波维奇在莫斯科的秘书娜塔莉亚·多莱扎勒说。被问及他的健康是否有严重的担忧时，她说：“不，现在没有任何病因。” 她拒绝具体说明他的病情。克里姆林宫表示，普京总统周一在医院探望了这位音乐家，这引发了外界对他病情严重的猜测。多莱扎勒说，此次访问是为了讨论纪念罗斯特罗波维奇80岁生日的安排。2007年3月27日，普京发表声明赞扬罗斯特罗波维奇。
2007年4月7日，他重新进入布洛欣俄罗斯癌症研究中心接受肠癌治疗。他于4月27日去世。
4月28日，罗斯特罗波维奇的告别仪式在他的母校莫斯科音乐学院的大会堂举行。葬礼在基督救世主主教座堂举行。葬于新圣女公墓。包括普京在内的数千名哀悼者进行了告别。西班牙王后索菲亚、法国第一夫人贝尔纳黛特·希拉克和阿塞拜疆总统伊利哈姆·阿利耶夫，以及鲍里斯·叶利钦的遗孀奈娜·叶利钦娜都出席了他的葬礼。罗斯特罗波维奇随后被安葬在新圣女公墓，他的朋友鲍里斯·叶利钦四天前被埋葬在同一个墓地。

## 評價

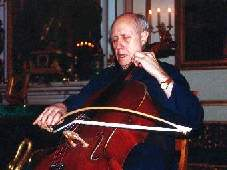
罗斯特罗波维奇使用“巴赫弓”，1999年

罗斯特罗波维奇对年轻一代的大提琴家产生了巨大的影响。 朱利安·劳埃德·韦伯在《每日电讯报》上称他“可能是有史以来最伟大的大提琴家”。

## 獲獎與榮譽
罗斯特罗波维奇一生获得了大约 50 个奖项，其中包括：

### 俄罗斯联邦和苏联
- 祖国功勋勋章
  - 一级（2007年2月24日）——表彰对世界音乐的杰出贡献和多年的创造性活动[27]
  - 二级（1997年3月25日）——表彰对国家的服务和对音乐世界的巨大个人贡献[28]
- 自由俄罗斯捍卫者奖章（英语：Medal "Defender of a Free Russia"）（1993年2月2日）——表彰在1991年8月19日至21日捍卫民主和宪法秩序期间表现出的勇气和奉献精神[29]

- 1941-1945年卫国战争胜利60周年纪念奖章（英语：Jubilee Medal "60 Years of Victory in the Great Patriotic War 1941–1945"）（2005年）
- 弗拉基米尔·伊里奇·列宁诞辰一百周年奖章
- 1941－1945年伟大卫国战争战胜德国奖章
- 1941-1945年伟大卫国战争中忘我劳动奖章
- 开垦处女地奖章
- 纪念莫斯科建城800周年奖章
- 苏联人民艺术家
- 苏俄人民艺术家（1964年）
- 俄罗斯联邦功勋艺术家（1955年）
- 俄罗斯联邦国家奖（1995年）
- 列宁奖（1964年）
- 斯大林奖（1951年）
- 纪念莫斯科建城850周年奖章（英语：Medal "In Commemoration of the 850th Anniversary of Moscow"）
- 俄罗斯内务部200周年奖章（俄语：Медаль «200 лет МВД России»）（2002年）
- “紧急人道主义行动参与者”奖章（俄语：Медаль «Участнику чрезвычайных гуманитарных операций»）

### 其他政府奖项
- 特种大绶景星勋章（中华民国，1997年3月3日于台北总统府颁授[30]）
- 高松宮殿下紀念世界文化獎（日本，1993年）
- 奥地利科学与艺术荣誉勋章（英语：Austrian Decoration for Science and Art），一级十字（2001年）[31]
- 盖达尔·阿利耶夫勋章（英语：Heydar Aliyev Order）（阿塞拜疆，2007年）
- 独立勋章（英语：Istiglal Order）（阿塞拜疆，2002年3月3日）[32]
- 荣耀勋章（英语：Shohrat Order）（阿塞拜疆，1998年）
- 五月勋章，骑士（阿根廷，1991年）
- 自由勋章（阿根廷，1994年）
- 圣马丁解放者勋章（英语：Order of the Liberator General San Martín），骑士指挥官（阿根廷，1994年）
- 利奥波德勋章，大綬（比利时，1989年）
- 匈牙利功绩勋章（英语：Hungarian Order of Merit），大十字（2003年）
- 弗朗西斯科·德米兰达勋章（英语：Order of Francisco de Miranda），大十字（委内瑞拉，1979年）
- 德意志联邦共和国勋章，大十字（2001年）
- 凤凰勋章，指挥官（希腊）
- 丹麦国旗勋章，指挥官（丹麦，1983年）
- 天主教伊莎贝拉勋章（英语：Order of Isabella the Catholic），指挥官（西班牙，1985年）
- 查尔斯三世勋章（英语：Order of Charles III），指挥官（西班牙，2004年）
- 意大利共和国功绩勋章，大官（1984年8月31日）[33]
- 国家雪松勋章（英语：National Order of the Cedar），大官（黎巴嫩，1997年）
- 立陶宛格季米纳斯大公勋章（英语：Order of the Lithuanian Grand Duke Gediminas），指挥官大十字（立陶宛，1995年11月24日）
- 1月13日纪念奖章（俄语：Медаль Памяти 13 января）（立陶宛，1992年6月10日）
- 卢森堡功绩勋章（英语：Order of Merit of the Grand Duchy of Luxembourg），指挥官（1999年；1982年获得骑士勋章）
- 拿骚阿道夫勋章（英语：Order of Adolphe of Nassau），指挥官（卢森堡，1991年）
- 圣夏尔勋章，指挥官（摩纳哥，1989年）
- 文化功绩勋章，指挥官（摩纳哥，1999年11月）[34]
- 芬兰雄狮勋章，一级指挥官（荷兰，1989年）
- 波兰共和国功绩勋章，大十字（1997年）
- 剑圣詹姆斯勋章（英语：Military Order of Saint James of the Sword），大十字（葡萄牙）
- 文化领域功绩勋章（罗马尼亚，2004年）
- 艺术与科学荣誉勋章（荷兰语：Eremedaille voor Kunst en Wetenschap）（荷兰贝娅特丽克丝女王授予）
- 總統自由勳章（美国，1987年）
- 肯尼迪中心荣誉奖（美国，1992年）
- 景星勋章，骑士（台湾，1977年）
- 法國榮譽軍團勳章，大官（法国，1998年；指挥官勋章，1987年；军官勋章，1981年）
- 藝術與文學勳章，指挥官（法国，1975年）
- 艺术与文学勋章（瑞典，1984年）
- 国家功绩勋章（英语：National Order of Merit (Ecuador)）（厄瓜多尔，1993年）
- 旭日章，二级（日本，2003年）
- 沙拉夫勋章（英语：Sharaf Order）（阿塞拜疆）
- 大英帝國勳章，爵级司令（1987年）

### 荣誉公民
- 俄罗斯奥伦堡荣誉公民（1993年）
- 立陶宛维尔纽斯荣誉公民（2000年）

### 荣誉学位
- 不列顛哥倫比亞大學荣誉博士（1984 年）
- 博洛尼亚大学政治学名誉学位（2006）

### 其他奖项
- 格莱美最佳室内乐表演奖（英语：Grammy Award for Best Chamber Music Performance）（1984年（英语：26th Annual Grammy Awards））：罗斯特罗波维奇与鲁道夫·塞尔金 － Brahms: Sonata for Cello and Piano in E Minor, Op. 38 and Sonata in F, Op. 99

- 保拉音乐奖（1995年）
- 皇家爱乐协会（英语：Royal Philharmonic Society）金奖（1970年）
- 恩斯特·冯·西门子音乐奖（1976年）
- 莱奥妮·桑宁音乐奖（英语：Léonie Sonning Music Prize）（丹麦，1981年）
- 阿斯图里亚斯亲王奖（和平奖）（1997年）（与耶胡迪·梅纽因一同）
- 科尼克斯奖（英语：Konex Award）（2002年）
- 沃爾夫藝術獎（2004年）
- 桑福德奖章（英语：Samuel Sanford）（耶鲁大学）[35]
- 伦敦皇家音乐学院荣誉会员[36]
- 联合国教科文组织莫扎特奖章（英语：UNESCO Mozart Medal）（2007年）[37]
- 罗斯福研究所（英语：Roosevelt Institute）的四项言论自由奖（1992年）[38]

## 作品節選

### 商業錄音
- Emerson String Quartet. . Deutsche Grammophon. 431 792.
- Melos Quartett.  (CD). Deutsche Grammophon. Barcode 028947763574.

## 個人生活
他与女高音卡麗娜·維許涅芙絲卡雅结婚，育有两个女儿，奥尔加和埃琳娜·罗斯特罗波维奇。

## 軼事與其它
- 1997年至2001年间，他密切参与了“巴赫弓”的开发和测试，这是一种由大提琴家迈克尔·巴赫设计的弯曲弓。[39]2001年，罗斯特罗波维奇邀请迈克尔·巴赫向巴黎介绍他的“巴赫弓”（在第7届罗斯特罗波维奇大提琴音乐会上）。
- 2011年7月，莫斯科市宣布计划在中央广场竖立罗斯特罗波维奇雕像，该雕像于2012年3月揭幕。[40][41]
- 小泽征尔讲述过一则轶事：罗斯特罗波维奇在听到他的朋友相撲选手千代之富士貢的女儿去世的消息后，他突然飞到东京，再搭一个半小时车去他家，在他门口为他演奏一首巴赫萨拉班德，随即搭机返回欧洲。
- 罗斯特罗波维奇被列入俄裔美国人大会（英语：Congress of Russian Americans）名人堂，该会致力于表彰为美国科学或文化做出杰出贡献的俄罗斯移民。[42]